# Lisa Campos
Lisa Campos (Babahoyo, Los Ríos, Ecuador, 30 de abril del 2002) es una futbolista ecuatoriana que juega como centrocampista y su actual equipo es el Barcelona Sporting Club de la Súperliga Femenina de Ecuador, posee una habilidad innata por la banda derecha, su calidad dentro de la cancha hicieron que María José Benítez, coordinadora del Club Deportivo El Nacional femenino, se fijará en ella cuando militaba en el Club 7 de Febrero, su referente futbolístico es la norteamericana Alex Morgan.

## Trayectoria

### Club 7 de Febrero
Se inició en el año 2015, en el club 7 de Febrero de Los Ríos, y militó en aquel club hasta el año 2018.

### Club Deportivo El Nacional
En el 2019 fichó por el Club Deportivo El Nacional, club en el cual se ganó a pulso la titularidad dentro del campo de juego, en el año 2020 se coronó campeona de la Súperliga Femenina de Ecuador.

### Club Deportivo Cuenca
En el 2021 Lisa fichó por el Deportivo Cuenca, año en el cual nuevamente se consagró campeona de la Súperliga Femenina.

### Barcelona Sporting Club
En el 2022 se hizo efectivo su traspaso al Barcelona Sporting Club.

## Selección nacional
Ha formado parte de Selección femenina de fútbol de Ecuador, tanto en la categoría absoluta como en juveniles.

## Clubes
| Club                       | País    | Año         | Part. | Goles |
| -------------------------- | ------- | ----------- | ----- | ----- |
| 7 de Febrero               | Ecuador | 2015 - 2018 |       | ...6  |
| Club Deportivo El Nacional | Ecuador | 2019 - 2020 | 31    | 1     |
| Deportivo Cuenca           | Ecuador | 2021        | 19    | 0     |
| Total                      | Total   | 2015 - 2021 | 50    | 7     |

Actualizado al 12 de septiembre del 2021.

## Palmarés

### Títulos nacionales
| Título                                        | Club                       | País    | Año  |
| --------------------------------------------- | -------------------------- | ------- | ---- |
| Súperliga Ecuatoriana de Fútbol Femenino 2020 | Club Deportivo El Nacional | Ecuador | 2020 |
| Súperliga Femenina de Ecuador 2021            | Club Deportivo Cuenca      | Ecuador | 2021 |